# Partium

Regio Partium in 1570

Het Partium (Hongaars: Partium of Részek) is een historische landstreek in Roemenië die grofweg overeenkomt met de hedendaagse regio Crișana, en delen van Maramures en Banaat. De regio omvat de gebieden die in 1571 met het Verdrag van Spiers aan het autonome prinsdom Transsylvanië werden toegevoegd. Hierbij kreeg Johan II Sigismund, de zoon van de Hongaarse koning Johan I, de volgende titel: Joannes, serenissimi olim Joannis regis Hungariae, Dalmatiae, Croatiae etc. filius, Dei gratia princeps Transsylvaniae ac partium regni Hungariae "Johan, zoon van wijlen Johan, de zeer doorluchtige koning van Hongarije, Dalmatië, Kroatië enz., bij de gratie Gods vorst van Transsylvanië en van delen van het koninkrijk Hongarije". Van die laatste formule, partium regni Hungariae "van delen van het koninkrijk Hongarije", is de naam Partium afgeleid.
In die tijd werd Hongarije bezet door het Ottomaanse Rijk en bezat alleen Transsylvanië (in die tijd nog onderdeel van het Hongaarse Koninkrijk) een autonome positie binnen dat rijk. Hoewel de gebieden officieel dus geen deel uitmaakten van het Transsylvaanse grondgebied werden ze wel door Transsylvanië bestuurd. Halverwege de negentiende eeuw werd het Partium in een administratieve reorganisatie weer als een onderdeel van Hongarije ingedeeld, terwijl Transsylvanië een vorstendom met een zekere autonomie binnen het koninkrijk bleef. Het grootste deel van het Partium werd samen met de rest van Transsylvanië en een deel van het Banaat met het Verdrag van Trianon (1920) aan Roemenië toegekend.